# ياسر أحمد
ياسر أحمد (مواليد عام 1980، مصر) هو كاتب روائي وقاص. فازت أول رواية له «عكس الاتجاه» بجائزة ساويرس للثقافة 2012 في فئة المؤلفين الشباب. كانت روايته موضوع برنامج كتاب أول في المجلس الفرنسي في القاهرة. سيتم ترجمة أربع فصول من الرواية إلى اللغة الفرنسية ونشرها في الأهرام هيبو. لقد كتب عدة قصص قصيرة ومقالات عبر الإنترنت. في عام 2014 نشر روايته الثانية «جمهورية القرد الأحمر». في عام 2018 نشر روايته الثالثة «مجنون دبي» التي تعتبر قصة إثارة للعالم المالي. كما نشر السيد أحمد أيضا قصصا ومجلات قصيرة في موقعه على الإنترنت.
يعمل مستشار في مجال التسويق الإلكتروني ويكتب بصفة دورية في مجال التكنولوجيا بالعديد من المواقع والمنشورات. تنقل بين عدة دول بحكم الدراسة والعمل، ومنها الولايات المتحدة الأمريكية، سنغافورة ودبي ويقيم حاليا بمدينة برلين.
فلسفته في الكتابة هو محاولة إيجاد طرق جديدة في السرد وتجديد شكل الرواية العربية. كما يحاول تقديم روايات تمثل واقع الجيل الحالي بطموحه وإشكاليته.

## مؤلفات
- رواية “عكس الاتجاه” عن دار العين للنشر في العام 2011.[3]
- رواية “جمهورية القرد الأحمر” عن المركز الثقافي العربي في العام 2014.[4]
- رواية “مجنون دبي” غن دار العين للنشر في العام 2018.[5]

## الجوائز
- جائزة ساويرس الثقافية عن كتابه الأول “عكس الاتجاه”.